# ポケモンピンボールミニ
『ポケモンピンボールミニ』は、任天堂の子会社である株式会社ポケモンより2001年12月14日に発売されたポケモンミニ用ゲームソフト。開発はジュピター。

## 概要
ポケモンミニと同時発売のソフトの1つ。ゲームボーイソフト『ポケモンピンボール』と一部共通したシステムが用いられているが、プレイヤーが動かす対象をフリッパーではなくキューと呼び、ボールをポケット（穴）に入れるルールなど、ピンボールにビリヤードの要素を加えたゲーム内容となっている。
基本的なルールは、キューと呼ばれるポケモンを上下させることで、ボールを弾きステージ内のすべてのポケット（穴）に入れるとクリアとなる。弾く際にCボタンを長押することでボールの威力が増したパワーショットに変化する。

## ミニゲーム
クエスト
与えられた目標をこなしていくモード。ステージ数は全部で70。目標には以下の3種類がある。
タイムアタック
制限時間内に全てのポケットにボールを入れることが出来ればクリア。
スコアアタック
ポケットにボールを入れ、時間内に目標スコアを超えればクリア。
ポケモンゲット
制限時間内にポケモンにボールを当てて捕まえる事が出来ればクリア。
タイムアタック
ポケットにボールを入れる時間を競うモード。全10ステージ。
スコアアタック
クエストのスコアアタック同様に時間内にどれだけスコアを稼げるかを競うモード。全10ステージ。
オプション
設定が変更できる。
時計モード
タイトル画面でBボタンを押すと起動するモード。日付と時刻が表示される。

## キューとして使えるポケモン
最初はディグダしか使用できないが、クエストでポケモンをゲットすれば使えるキューが増える。
- ディグダ - 最初から選べるキュー。バランスが良い。
- ピカチュウ - ボールを弾く方向に癖がある。
- ソーナンス - 動きはやや鈍いがボールを弾く力が強い。
- ピッピ - 十字キーを使用してボールを操作できる。
- ニョロモ - ボールを弾く力は弱いが、素早いとされる。

## 役物
- バンパー - ボールが当たると弾き返す。
- ピチュー - ボールが当たると、決まった方向に打ち返す。
- メタモン - ボールが当たると、ボールの勢いが減衰される。
- ブロック - ボールを3回（パワーショットなら1回）当てると破壊できる。
- ハードブロック - パワーショットを用いないと破壊できないブロック。
- 池・水たまり - ボールが落ちると、ゲームオーバーになる。
- アウトホール - ボールが落ちると、ボールがスタート地点に戻ってくる。
- グラビティチェンジャー - ボールが当たると、重力が変化する。